# Trondheim
Trondheim este un oraș în Sør-Trøndelag, Norvegia, fost oraș component al Ligii Hanseatice. Înființat în anul 997, Trondheim este astăzi un centru educațional, tehnic și de cercetare medicală, cu aproximativ 25.000 de studenți, fiind al treilea mare oraș al Norvegiei, cu 198.000 de locuitori (2019). Regiunea Trondheim are 279.234 locuitori.

## Monumente
- Catedrala din Nidaros, monument de arhitectură gotică

## Personalități născute aici
- Alexander Sørloth (n. 1995), fotbalist.